# Maria Hosp
Maria Hosp (* 30. Dezember 1923 in Wien als Maria Stangelberger; † 9. März 1996 in Bludenz) war eine österreichische Politikerin (ÖVP). Hosp war von 1983 bis 1986 Abgeordnete zum Österreichischen Nationalrat.

## Ausbildung und Beruf
Maria Hosp besuchte nach der Volksschule das Bundesgymnasium Wien VIII, wo sie im Jahr 1941 maturierte. Anschließend nahm sie an der Universität Wien das Studium der Rechtswissenschaften auf und promovierte im Jahr 1947 zum Doktor der Rechte (Dr.iur.). Während des Studiums arbeitete Maria Hosp von 1941 bis 1947 als Verwaltungsbeamtin in der Reichsstatthalterei Niederdonau bzw. nach der Wiedererlangung der österreichischen Souveränität beim Amt der Niederösterreichischen Landesregierung. Von 1947 bis 1950 war sie im Konzeptsdienst der Bundeskammer der gewerblichen Wirtschaft tätig und von 1951 bis 1953 Angestellte der Landesgruppe Vorarlberg der Vereinigung Österreichischer Industrieller. Anschließend war Maria Hosp als Hausfrau tätig. Sie war mit Johann Hosp verheiratet und Mutter von fünf Kindern.

## Politischer Werdegang
Im politischen Bereich war Maria Hosp zunächst Mitglied des Österreichischen Arbeiter- und Angestelltenbunds Wien ab 1949 und Mitglied im Zentralausschuss der Österreichischen Hochschülerschaft. Ab 1963 engagierte sie sich als Ortsleiterin der Österreichischen Frauenbewegung und der ÖVP in ihrer neuen Heimatgemeinde Tschagguns, 1970 wurde sie in die Gemeindevertretung von Tschagguns gewählt. Sie war zudem Mitglied der Landesleitung der Österreichischen Frauenbewegung Vorarlberg, Mitglied der Landesparteileitung der ÖVP Vorarlberg, Landesleiterin der Katastrophenhilfe Österreichischer Frauen (KÖF) Vorarlberg sowie ab 1977 deren Bundesleiterin-Stellvertreterin.
Bei der Nationalratswahl im April 1983 kandidierte Maria Hosp für die ÖVP im Landeswahlkreis Vorarlberg und konnte dabei ein Mandat erreichen. Sie wurde am 19. Mai 1983 als Abgeordnete im österreichischen Nationalrat angelobt und dort Mitglied des Familienausschusses und des Ausschusses für Innere Angelegenheiten sowie Ersatzmitglied des Landesverteidigungsausschusses und des Verfassungsausschusses. Maria Hosp war die erste Frau, die in Vorarlberg ein Nationalratsmandat erreichen konnte. Nach der Nationalratswahl 1986 schied sie mit 16. Dezember 1986 wieder aus dem Nationalrat aus.

## Auszeichnungen
- Goldenes Ehrenzeichen für Verdienste um die Republik Österreich (1990)
- Silbernes Ehrenzeichen der ÖVP Landespartei (1989)
- Silbernes Ehrenzeichen des ÖAAB